# Merryville
Merryville – miasto w Stanach Zjednoczonych, w stanie Luizjana, w parafii Beauregard.